# Dyer Brook
Dyer Brook és una població dels Estats Units a l'estat de Maine (EUA). Segons el cens del 2000 tenia 199 habitants.

## Demografia
Segons el cens del 2000, Dyer Brook tenia 199 habitants, 79 habitatges, i 62 famílies. La densitat de població era de 2 habitants/km².
Dels 79 habitatges en un 26,6% hi vivien nens de menys de 18 anys, en un 70,9% hi vivien parelles casades, en un 6,3% dones solteres, i en un 21,5% no eren unitats familiars. En el 10,1% dels habitatges hi vivien persones soles el 2,5% de les quals corresponia a persones de 65 anys o més que vivien soles. El nombre mitjà de persones vivint en cada habitatge era de 2,52 i el nombre mitjà de persones que vivien en cada família era de 2,71.
Per edats la població es repartia de la següent manera: un 19,1% tenia menys de 18 anys, un 4,5% entre 18 i 24, un 23,1% entre 25 i 44, un 35,7% de 45 a 60 i un 17,6% 65 anys o més.
L'edat mediana era de 46 anys. Per cada 100 dones de 18 o més anys hi havia 106,4 homes.
La renda mediana per habitatge era de 46.429 $ i la renda mediana per família de 46.429 $. Els homes tenien una renda mediana de 40.000 $ mentre que les dones 20.625 $. La renda per capita de la població era de 18.658 $. Entorn del 2,9% de les famílies i el 5,5% de la població estaven per davall del llindar de pobresa.